# Ретроним
Ретро́ним (англ. retronym) — новое имя или название, изменённое после того, как первоначальное наименование стало использоваться для другого предмета или для совокупности нового предмета и ранее существовавшего.
Так, ретронимом является название «акустическая гитара», появившееся после изобретения электрогитары: теперь слово «гитара» означает и электрическую, и акустическую разновидности инструмента, прежде же оно означало только акустическую гитару, поскольку других гитар не было.
Термин «Первая мировая война» появился только после Второй мировой войны, до неё Первую мировую войну называли «Великой войной» или «Империалистической», использовались и другие наименования.
Аналогичным образом жёсткий диск до изобретения гибких дискет назывался просто «диском», хоккей на траве — просто хоккеем (и так же с хоккеем с шайбой в России и Канаде). PostScript получил комментарий «Level 1» после выхода версии Level 2. Коробку передач автомобиля стали называть механической, поскольку в обиход вошли автоматические коробки передач. Компьютерная мышь обрела характеристику «механическая» с появлением оптических мышей.
Ещё один пример ретронима — 41-й президент США Джордж Буш, обычно именуемый на английском языке по своему полному имени — George H. W. Bush (Джордж Герберт Уокер Буш), дабы не путать его с Джорджем Уокером Бушем, 43-м президентом США и его сыном. В русскоязычных странах их обычно именуют «Джордж Буш-старший» и «Джордж Буш-младший».

## В технике
В технике в качестве ретронима нередко используется цифра 1, обозначающая первое поколение устройства, если второе и последующее поколения именовались с цифрами, а первое — без неё. Например, смартфон Samsung Galaxy S иногда неофициально обозначается как S1.
В военном деле известны случаи, когда безымянный образец бронетехники спустя многие годы получал неофициальное название-ретроним, популяризованное благодаря онлайн-играм. Так, шведская самоходная установка 1939 года на базе танка L-120, построенная в единственном экземпляре, не имела названия, однако сейчас известна как Pvlvv fm/42 (сокр. от швед. pansarvärnslavettvagn — противотанковый самоходный лафет). Безымянная китайская САУ на шасси танка Т-26 стала известна как T-26G FT.

## В кинематографе
Изначальный вариант кинематографа теперь известен как «немое кино» — произошло это с разработкой технологии записи звуковой дорожки на киноплёнку.
Сериал «Звёздный путь: Оригинальный сериал» и фильм «Звёздные войны. Эпизод IV: Новая надежда» первоначально назывались просто «Звёздный путь» и «Звёздные войны». С выходом новых фильмов, включая спин-оффы, старые названия стали использоваться для обеих франшиз в целом.